# Agencia Ejecutiva Europea de Educación y Cultura
La Agencia Ejecutiva Europea de Educación y Cultura (siglas en inglés; EACEA) es una agencia ejecutiva de la Comisión Europea que gestiona gran parte de los programas de financiación de la Comisión en materia de educación, cultura, contenido audiovisual, deporte, juventud, ciudadanía y ayuda humanitaria. EACEA entró en funcionamiento en enero de 2006. Depende directamente del comisario europeo de Innovación, Investigación, Cultura, Educación y Juventud y está adscrita a la Dirección General de Educación, Juventud, Deporte y Cultura de la Comisión. Su sede se encuentra en Bruselas. 

## Organización
La agencia trabaja bajo la supervisión de seis Direcciones Generales de la Comisión Europea:
- Educación, Juventud, Deporte y Cultura (DG EAC);
- Redes de Comunicación, Contenido y Tecnologías (DG CNECT);
- Justicia y Consumidores (DG JUST);
- Asociaciones Internacionales (DG INTPA);
- Política Europea de Vecindad y Negociaciones de Ampliación (DG NEAR);
- Empleo, Asuntos Sociales e Inclusión (DG EMPL).

En el marco del presupuesto de la UE para 2021-2027, EACEA gestiona parte de estos programas de financiación:  
- Erasmus+;
- Europa Creativa;
- Cuerpo Europeo de Solidaridad;
- Ciudadanos, Igualdad, Derechos y Valores (CERV);
- Programa de movilidad académica intraafricana.

La agencia también supervisa la red Eurydice (que produce análisis y datos comparativos sobre sistemas y políticas educativas en Europa) y la Youth Wiki (una enciclopedia en línea de políticas nacionales en el ámbito de la juventud en Europa). EACEA continúa supervisando los proyectos financiados durante el período de programación 2014-2020. A partir del 1 de febrero de 2023, la Directora en funciones de EACEA es Sophie Beernaerts.

## Enlaces de interés
- Comisión Europea, página oficial
- Página web EACEA
- Sobre EACEA
- Cómo obtener una beca
- Becas
- Período de programación 2021-2027
- Período de programación 2014-2020

- Datos: Q1383639